# Roberto Rosato
Roberto Rosato (18. august 1943 – 20. juni 2010) var en italiensk fodboldspiller.
I løbet af sin fodboldkarriere spillede han for A.C. Torino, AC Milan og Genoa C.F.C. i den italienske fodboldliga, Serie A. Han scorede i alt 10 mål og spillede 351 kampe.
For det italienske fodboldlandshold, spillede han 37 kampe i perioden fra 1965 til 1973. Han var en del af den italienske landsholdstrup ved VM i 1966 og 1970, og ved Europamesterskabet i fodbold 1968, hvor Italien vandt.